# Llac Galvė
El llac Galvė és un llac de Trakai, a Lituània. Compta amb 21 illes, i en una d'ells hi ha el Castell de l'illa de Trakai. El Castell de la península de Trakai es troba a la seva riba sud. Hi ha ruïnes de la petita església ortodoxa a l'illa de Bažnytėlė. El llac, i la majoria dels altres llacs dels voltants del castell i de la ciutat, tenen mites i llegendes relacionats amb ells, dels quals la majoria contenen una tràgica història d'amor. Els llacs i el castell diuen, per tant, que també estant encantats.